# 枕戈待旦紀念公園
枕戈待旦紀念公園（福州語平話字：Cīng-kuŏ Dâi-dáng Gī-niêng Gŭng-huòng），是位於中華民國福建省連江縣南竿鄉的紀念公園，具有馬祖戰地政務時期之精神堡壘象徵，同時也是福澳港作為進出馬祖門戶的代表性地標。

## 沿革
紀念公園坐落於福澳與清水之間的山腰上，由一系列台階所相連，其紀念公園中心設有一堵碑樓，上面寫著標語「枕戈待旦」，「枕戈待旦」此四字具有保持警惕，隨時準備戰鬥之意，為蔣中正於民國47年（西元1958年）蒞臨馬袓巡視馬祖防衛指揮部時，為嘉勉地區軍民不忘復國之志，反攻大陸而親筆所題，原立石於介壽村馬祖高中聚英路側，碑文全文如下：
馬祖群島屹立台灣海峽，地雖偏小，與金門並稱於世，儼然海上長城焉。民國四十七年七月一日，總統 蔣公蒞島巡視，嘉軍民淬礪奮發，戰守從心也，書「枕戈待旦」四字以勗之。雷開瑄將軍奉命為防區司令官，日夕上思所以效忠元首，下思所以申儆袍澤者，乃將此銘勒諸貞石矗立於新建社教館前，俾上下一心毋忘在莒也，屬其友長沙朱玖瑩記之。
後在1988年丁之發司令官任內，則再經原有銘刻字跡放大，闢建而造，同時期則與將鄰近地區的林姑亭一併興建完工，當前枕戈待旦碑下方設有蔣公紀念園區，能夠眺望福澳港的全景。

## 建築設計
枕戈待旦主體建築是一棟巨大的扁長型牌樓，本身為一棟5層樓的建築物，過去曾是馬祖地區軍民生活展示館與藝文展演空間，現今於1樓處設有在地特產店及販賣處。

## 外部連結
- 枕戈待旦紀念公園-馬祖國家風景區 （页面存档备份，存于）
- 枕戈待旦紀念公園-連江縣(馬祖) - 交通部觀光局 （页面存档备份，存于）